# C22H16
化学式C22H16（摩尔质量：280.36 g/mol）可能指：
- 1,4-二苯基萘，CAS号：796-30-5
- 1,7-二苯基萘，CAS号：970-06-9
- 1,8-二苯基萘，CAS号：1038-67-1
- 2,3-二苯基萘，CAS号：70489-30-4
- 1,3-二苯基薁，CAS号：193467-30-0
- 6,13-二氢并五苯，CAS号：13579-08-3
- 7,10-二甲基苯并[a]芘，CAS号：63104-33-6
- 9-苯乙烯基蒽，CAS号：1895-98-3

|  | 这个同类索引页列出了具有相同分子式的化学物（即同分異構體）条目。 除非您是有意链接至本页，否则应将相应条目的内部链接指向正确的条目。 |